# سامسونج جالكسي بوكيت 2
سامسونج جالاكسي بوكيت 2 (بالإنجليزية: Samsung Galaxy Pocket 2)‏ هو هاتف ذكي من سامسونج ضمن سلسلة سامسونج جالاكسي يعمل بنظام أندرويد 4.4 كيت كات،
حجم امتداد الفيديو يصل إلى 720p

## الخصائص
- نظام التشغيل: أندرويد
- الكاميرا الخلفية: 2.0 ميجابكسل
- الشاشة: إل سي دي 240 × 320
- الوزن: 110 غرام
- المعالج: 1 جيجا هرتز
- الذاكرة: 512 ميجابايت
- التخزين: 4 جيجابايت